# Komet (Schiff, 1998)
Die Komet ist ein Vermessungsschiff des Bundesamtes für Seeschifffahrt und Hydrographie (BSH) in Hamburg. Reeder des Schiffes ist die Bundesrepublik Deutschland, vertreten durch das Bundesministerium für Verkehr. Der Heimathafen des Schiffes ist Hamburg, Basishafen für die Fahrten ist der Fischereihafen I in Bremerhaven.

## Geschichte
Das Schiff wurde unter der Baunummer 1550 auf der Kröger-Werft in Schacht-Audorf gebaut. Die Kiellegung des Schiffes fand am 12. September 1997, der Stapellauf am 12. März 1998 statt. Das Schiff wurde am 12. März 1998 getauft. Taufpatin war Astrid Henke, die Frau des damaligen Staatssekretärs im Bundesministerium für Verkehr, Hans Jochen Henke. Am 4. Dezember 1998 wurde es in Dienst gestellt.
Benannt ist das Schiff nach den kleinen Himmelskörpern, den Kometen.

## Technische Daten
Die Komet wird von einem Elektromotor der LDW Abwicklungs GmbH vom Typ GC 395/102/6 angetrieben. Der Motor mit 1.350 kW Leistung wirkt auf einen Festpropeller. Das Schiff erreicht eine Geschwindigkeit von bis zu 13 kn. Für die Stromversorgung des Fahrmotors und des elektrischen Bordnetzes stehen drei Dieselgeneratoren mit jeweils 640 kW Leistung (1.050 kVA Scheinleistung) zur Verfügung. Als Notgenerator wurde ein Generator mit 232 kW Leistung (270 kVA Scheinleistung) verbaut. Die Motoren werden mit synthetischem GtL-Treibstoff betrieben. Der Treibstoff ist schwefelfrei, wodurch bessere Abgaswerte als bei herkömmlichen Dieselkraftstoffen erreicht werden.
Das Schiff ist mit zwei Querstrahlsteueranlagen ausgerüstet, eine im Bug mit 1.000 kW Leistung sowie eine im Heck mit 125 kW Leistung.
Der Rumpf des Schiffes ist eisverstärkt. Das Schiff ist mit der Eisklasse „E“ klassifiziert.

## Einsatz
Das Schiff wird überwiegend für Vermessungsarbeiten in der deutschen Zwölfmeilenzone sowie in der deutschen ausschließlichen Wirtschaftszone der Nordsee eingesetzt. Dafür verfügt das Schiff über entsprechende Geräte, wie Loggen, Sonaranlagen und Lote. Darüber hinaus ist die Komet mit vier flachgehenden Vermessungsbooten ausgerüstet, die ebenfalls komplett mit Echoloten und Datenaquisationsanlagen ausgerüstet sind, um selbstständig in flachen Gewässern (Wattgebieten) operieren zu können. Eines der Boote verfügt zusätzlich über eine Fächerecholot-Anlage für die Vermessung des Meeresgrundes.
Die Komet hat einen Einsatzradius von 5.400 Seemeilen und kann bis zu 21 Tage auf See bleiben. An Bord ist Platz für 18 Besatzungsmitglieder sowie sechs Wissenschaftler.